# Wolf V. Vishniac
Wolf Vladimir Vishniac (geboren 22. April 1922 in Berlin; gestorben 10. Dezember 1973 in der Asgard Range, Viktorialand, Antarktika) war ein US-amerikanischer Mikrobiologe.

## Leben und Leistungen
Wolf Vishniac war ein Sohn des Biologen Roman Vishniac, der als Lette nach Berlin emigriert war, und der Lettin Lea Bagg. Die Familie emigrierte 1940 in die USA. Vishniac besuchte das Brooklyn College und machte 1945 einen B.A. 1946 machte er an der Washington University in St. Louis einen Master-Abschluss und wurde amerikanischer Staatsbürger. 1949 wurde er in Mikrobiologie an der Stanford University promoviert. 1951 heiratete er Helen Simpson, sie hatten drei Kinder, darunter den Astrophysiker Ethan Vishniac. Ab 1952 arbeitete er an der Yale University.
Vishniac war ab 1961 Professor für Biologie an der University of Rochester. Während einer Forschungsreise nach Antarktika kam er im Gebirge Asgard Range beim Versuch, Ausrüstung aus einer Spalte zu bergen, durch einen Absturz ums Leben.
Vishniac leistete einen großen Beitrag zur Suche nach Leben auf dem Mars durch die Entwicklung eines Minilaboratoriums, das auf den Planeten geschickt werden konnte. Diese Forschungen wurden ab 1959 durch die NASA subventioniert, was für den Bereich der Biowissenschaften eine Premiere darstellte. Die Marssonde Viking 1 enthielt ein solches Gerät, sie konnte keine beweiskräftigen Lebenszeichen aufspüren.
Carl Sagan würdigte in seiner Fernsehshow Cosmos: A Personal Voyage in der Folge Blues for a Red Planet das Wirken und den Tod seines Freundes Vishniac und stellte dessen mikrobiologischen Sensor vor, den er in Anspielung auf den Vornamen scherzhaft Wolfsfalle (Wolf Trap) nannte. Das Gerät sollte im Viking-Programm zum Einsatz kommen, fiel aber dann Kürzungen des Budgets zum Opfer.
Der Krater Vishniac auf dem Mars und der Berg Vishniac Peak in Antarktika sind nach Wolf Vishniac benannt.